# Астероидный обзор OCA-DLR
Астероидный обзор OCA-DLR (ODAS) — астрономический обзор, работавший с октября 1996 года по апрель 1999 года в обсерватории CERGA, Грас (округ), Приморские Альпы (департамент), Франция.

## История обсерватории
Проект был совместно реализован Обсерваторией Лазурного берега и Германским центром авиации и космонавтики. Основной задачей проекта был поиск околоземных астероидов. Проект был начат в октябре 1996 года, в апреле 1999 года был закрыт на реконструкцию телескопа, но так и не был возобновлен. Наблюдения проводились в течение 15 дней около новолуния. При хорошей прозрачности проницание составляло от 21,5 до 22,0 m, а в обычные ночи проницание составляло между 20 и 21 зв. вел.

## Инструменты обсерватории
- 90-см телескоп Шмидта.

## Направления исследований
- Поиск новых астероидов и комет.

## Основные достижения
- Открытие 895 нумерованных астероидов
- Открытие 1 кометы: 198P/ODAS[1]
- Открытие 5 околоземных астероидов: (189011) Огмий, 1997 XV11, (16912) Рианнон, 1998 SJ2, 1998 VD31
- Открытие 8 астероидов, пересекающих орбиту Марса: 1997 OH, (168385) 1997 RH4, (99915) 1997 TR6, (16868) 1998 AK8, (17744) Джодифостер, 1998 DA13, 1998 QX104, 1998 SZ11

## Сотрудники обсерватории
- Hans Scholl
- Ален Мори
- Christophe Bellingeri
- Dominique Albanèse
- Gerhard Hahn
- Harald Michaelis
- Stefano Mottola
- Magnus Lundström
- Detlef DeNiem
- Martin Hoffmann

## Интересные факты
- В честь обсерватории назван астероид en:8952 ODAS